# Loving You (альбом Элвиса Пресли)
Loving You (с англ. — «Любить тебя») — альбом американского певца Элвиса Пресли, являющийся саундтреком к одноимённому фильму. Альбом занял 1-е место в американском хит-параде.
Собственно звуковыми дорожками являются первые 7 песен. Остальные песни были записаны в то же время, но в фильм не вошли (из них три — «Blueberry Hill», «Have I Told You Lately That I Love You» и «I Need You So» вышли ранее в составе мини-альбома «Just For You»).
Грампластинка вышла в монофоническом звучании (хотя запись осуществлялась на двухканальной аппаратуре) и была, согласно практике того времени, продублирована двумя одноимёнными мини-альбомами, содержащими по четыре песни. Поздние версии альбома на компакт-дисках (издания 1997, 2005 гг.) включают дополнительно песни с разных синглов, записанных примерно в то же время, что и альбом.

## Список композиций

### Оригинальная версия (1957)
1. «Mean Woman Blues»
2. «Teddy Bear»
3. «Loving You»
4. «Got A Lot O' Livin' To Do»
5. «Lonesome Cowboy»
6. «Hot Dog»
7. «(Let’s Have A) Party»
8. «Blueberry Hill»
9. «True Love»
10. «Don’t Leave Me Now (Version 1)»
11. «Have I Told You Lately That I Love You»
12. «I Need You So»

Форматы: грампластинка, компакт-диск, аудиокассета

### Расширенная версия (1997)
1. «Mean Woman Blues»
2. «Teddy Bear»
3. «Loving You»
4. «Got A Lot o' Livin' to Do»
5. «Lonesome Cowboy»
6. «Hot Dog»
7. «(Let’s Have A) Party»
8. «Blueberry Hill»
9. «True Love»
10. «Don’t Leave Me Now (Version 1)»
11. «Have I Told You Lately That I Love You»
12. «I Need You So»
13. «Tell Me Why»
14. «Is It So Strange»
15. «One Night Of Sin»
16. «When It Rains, It Really Pours»
17. «I Beg Of You»
18. «Party»
19. «Loving You»
20. «Got A Lot O' Livin' To Do!»

Формат: компакт-диск

## Альбомные синглы
- Teddy Bear / Loving You (июнь 1957)